# Chachif
Chachif, jedna od bivših bandi Atfalati Indijanaca porodice Kalapooian, koji su u prvoj polovici 19. stoljeća živjeli uz nekadašnje jezero Wapato Lake, na području današnjeg okruga Yamhill u Oregonu.